# Crypteffigies lanius
Crypteffigies lanius är en stekelart som först beskrevs av Johann Ludwig Christian Gravenhorst 1829.  Crypteffigies lanius ingår i släktet Crypteffigies och familjen brokparasitsteklar. Arten är reproducerande i Sverige. Utöver nominatformen finns också underarten C. l. longicaudatus.